# Granny (série de jeux vidéo)
Pour les articles homonymes, voir Granny (homonymie).
Granny est un jeu vidéo d'horreur fictifs indépendant développé et publié le 24 novembre 2017 par Dennis Vukanovic, sous le nom de DVloper, en tant que spin-off de la série précédente Slendrina. Il a été publié sur roblox. Cependant, le chapitre 3 n'est pas disponible sur l'App Store car le jeu a été identifié par l'application comme du spam. Le jeu a tout de même dépassé les 100 000 000 de téléchargements sur Google Play et a reçu des critiques pour la plupart positives. Ce jeu met en scène un protagoniste anonyme piégé dans une vieille maison au cœur de la forêt, qui doit résoudre des énigmes variées tout en évitant Granny, une grand mère psychopathe qui frappe ses victimes avec une batte de baseball, pour sortir de la maison dans un délai de seulement cinq à six jours,.        
Après sa sortie, le jeu a bénéficié d'une forte traction grâce à diverses plateformes médiatiques, telles que YouTube, Twitch et d'autres sources de médias sociaux. Encore aujourd'hui, DVlopper est un développeur très apprécié.

## Granny (premier opus)
Le jeu se déroule dans une vieille maison où le joueur est piégé. Le joueur a 5 jours pour s'échapper de la maison. Il doit explorer la maison pour trouver des objets qui peuvent l'aider à s'échapper, il existe un total de 45 objets différents, mais seulement 16 sont directement requis pour s'échapper. Cela peut être réalisé soit en déverrouillant la porte d'entrée, soit en remettant en état de marche la voiture dans le garage, soit en déverrouillant les portes d'un tuyau dans un ancien réseau d'égouts en dessous de la maison, gardé par une créature araignée qui a la tête de la fille de Granny.
Granny cherche le joueur dans la maison, à l'écoute de tout bruit fort (grâce auxquels elle repère le joueur) et pose des pièges à loup pour entraver la progression du joueur. Si Granny repère le joueur, elle le poursuivra (sa vitesse et celle de la créature qui rode dans les égouts varie selon la difficulté du jeu). 
Si le joueur se fait prendre, Granny l'assomme, ce qui met fin à la journée en cours. Le joueur peut également être assommé en tombant à travers le plancher instable ou en se faisant exploser avec le bidon d'essence ou encore par le piège explosif caché dans le réseau d'égouts. Il y a également une araignée au dernier étage du grenier, qui attaquera le joueur à vue si elle n'est pas distraite ou tuée. Celle-ci garde d'ailleurs un objet potentiellement utile au joueur pour son évasion. La femme-araignée qui garde les égouts peut également dévorer le joueur si celle-ci l'attrape. Si le joueur est attrapé par Granny (ou "meurt" d'une autre façon) le dernier jour, l'une des quatre scènes de fin (dans ces scènes, Granny tue le joueur, par exemple dans la guillotine) se déroule et le joueur est renvoyé à l'écran titre. Le joueur peut assommer Granny (ce qui peut durer de quinze secondes à deux minutes trente, selon le niveau de difficulté), l'aveugler, l'endormir ou la tuer temporairement en utilisant une variété de pièges et d'armes afin d'avoir un peu de répit pour fouiller la maison. 
Dans Granny, plusieurs modes de difficulté sont proposés. Ils vont de Practise, où Granny n'est simplement pas là, ce qui facilite l’apprentissage des énigmes, à Extrême, où Granny est très rapide et où le jeu est très dur. De plus, le joueur peut activer le mode "nightmare" (cauchemar) ce qui rend le jeu plus effrayant en rajoutant des éléments comme du sang, des rats et des musiques effrayantes. Ou bien il est possible d'activer le mode "extra locks" ce qui rajoute 2 verrous sur la porte principale. Ce mode est par défaut activé en mode extrême. Sur la version mobile, il existe un mode "dark", qui permet de rendre le jeu plus sombre. Ce mode est également activé par défaut en mode extrême. Sur la version pc, le jeu est sombre par défaut, il est impossible de le rendre plus lumineux.     

## Intrigue
L'intrigue du jeu n'est que vaguement évoquée. Dans la version PC, le jeu commence par une scène où le joueur se promène dans les bois avant d'être attaqué par Granny. Le joueur se réveille dans un lit, ce qui lance le jeu proprement dit. D'après une note trouvée dans la cave et des preuves éparpillées dans la maison, le joueur n'est pas la première personne que Granny a piégée. Le cadavre enchaîné de la mère de Slendrina (vu pour la première fois dans Slendrina X) se trouve dans une pièce derrière une étagère, avec un support sur lequel un livre peut être posé devant elle, ce qui peut suggérer une exécution chamanique comme cause de la mort de la mère de Slendrina et expliquerais pourquoi elle reprend brièvement vie lorsque ce livre y est ramené.
La dernière mise à jour 1.8 suggère également une forme potentielle de  réincarnation. En effet, la mère de Slendrina, une fois libérée de ses chaînes grâce au livre et après avoir rendu son dernier souffle, (et avec celui-ci, une clé requise pour accéder aux Anciens Égouts) disparait puis peut ensuite être retrouvée sous une seconde forme : celle de femme-araignée gardant le réseau d'égouts sous la maison. Cette forme de la mère de Slendrina, baptisée "Spider Mom" par des communautés de joueurs, est d'ailleurs apparue précédemment dans la série des Slendrina, notamment comme jumpscare dans "House of Slendrina". Son apparition dans Granny précise donc le destin qu'a réellement connu la mère de Slendrina.
Le joueur peut invoquer Slendrina par le biais d'easter eggs, par exemple, le joueur peut prendre la peluche de Slendrina cachée dans un placard secret par Granny et la jeter dans son berceau ce qui invoquera Slendrina, mais cela ne contribue que très peu à l'histoire. Des indices dans la précédente série de jeux Slendrina du développeur laissent entendre que Granny était la grand-mère de Slendrina et que Slendrina était piégée dans un livre (ce qui se passe dans Slendrina X, où le joueur la piège dans un livre pendant le mini-jeu rituel à la fin du jeu), mais qu'elle s'est échappée.

## Réception
Le jeu est devenu un succès viral sur diverses plateformes médiatiques, devenant le deuxième jeu vidéo mobile le plus visionné sur YouTube en mai 2018. Il est noté 4,2 sur 5 étoiles sur le Google Play Store, et 4,4 sur 5 sur l'App Store. Le jeu a également donné naissance à de nombreux clones, comme Scary Granny, un jeu d'arnaque conçu pour infecter les appareils des joueurs avec des logiciels malveillants. Le jeu avait reçu plus de 100 millions de téléchargements en juin 2019.
William Lewinsky d'Indie Game Critic a donné au jeu 10 étoiles sur 10, louant ses contrôles comme étant « très bien implémentés » et ses effets sonores comme étant « stellaires », tout en déclarant également qu'il était efficace pour effrayer le joueur. Neilie Johnson de Common Sense Media a donné au jeu une critique négative, lui donnant 2 étoiles sur 5, déclarant qu'il « ressemble à un prototype pour une application plus finie », et critiquant ses graphiques comme étant « fades », tout en trouvant néanmoins qu'il était effrayant. 

## Granny: Chapter Two
Une suite, Granny: Chapter Two, est sorti sur Android le 6 septembre 2019, iOS le lendemain, et sur Microsoft Windows le 30 décembre de la même année.
Comme dans le premier volet, le joueur est à nouveau piégé dans une maison. Granny: Chapter Two introduit également un antagoniste secondaire, Grandpa, qui a des capacités auditives limitées et ne sera pas alerté par la plupart des sons. Le joueur a également la possibilité de choisir entre Granny ou Grandpa dans les difficultés inférieures, par opposition aux difficultés plus difficiles, dans lesquelles les deux sont automatiquement forcés. Une nouvelle scène de "game over" est introduite : Granny et Grandpa piègent le joueur dans un placard dont la partie intérieure de la porte est décorée de pointes. De nouvelles façons de s'échapper utilisent le mode bateau dans un canal souterrain contaminé, ainsi que l'hélicoptère sur un toit.
Il y a plusieurs nouveaux objets et armes dans ce jeu, et en plus de l'évasion par la porte d'entrée, le joueur peut également s'échapper par hélicoptère ou par bateau à moteur. Deux nouveaux monstres représentent également une menace pour le joueur. Il a initialement reçu des critiques positives.

## Granny 3
Une autre suite, Granny 3, est sortie sur Android le 3 juin 2021. Pour l'instant, elle n'est pas disponible sur iOS. En effet Apple a refusé  Granny 3 car le jeu a été identifié comme du spam.
Le principe du jeu reste le même, s’échapper de la maison en moins de cinq jours tout en évitant Granny et Grandpa. Le jeu comporte l'ajout du personnage de Slendrina, tiré de la série de jeu issue du même nom. Les différences principales avec les deux premiers jeux sont que le joueur a accès à l'extérieur de la maison en elle-même et doit plutôt s'échapper du mur d'enceinte autour de celle-ci par une grille rendue inaccessible par un pont-levis. Le joueur peut cependant choisir de s'échapper à bord d'un métro situé dans une gare désaffectée sous la maison. Une autre différence notoire est qu'il est incertain que le protagoniste anonyme soit le même, car celui de Granny 3 semble s'être introduit dans la nouvelle maison de Granny et Grandpa de son plein gré. Le gameplay de Granny 3 a été enrichi par une nouvelle mécanique de gestion de certains objets, par exemple au début du jeu, le joueur obtient un crochet qu'il gardera sur lui tout au long du jeu, qui ne compte donc pas comme un objet normal.